# 기계초등학교 기서분교
기계초등학교 기서분교는 경상북도 포항시 북구 기계면 새마을로2323번길 55 (가안리)에 있었던 초등학교 분교이다.

## 연혁
- 1949년 8월 20일 기북국민학교 가안분교장 인가
- 1962년 8월 31일 기서국민학교 설립인가
- 1963년 3월  1일 기서국민학교 개교 (4학급)
- 1996년 3월 1일 기서초등학교로 개칭
- 1999년 9월 1일 기계초등학교 기서분교
- 2002년 2월 28일 기계초등학교로 통합